# Evangelische Kirche (Lorsch)

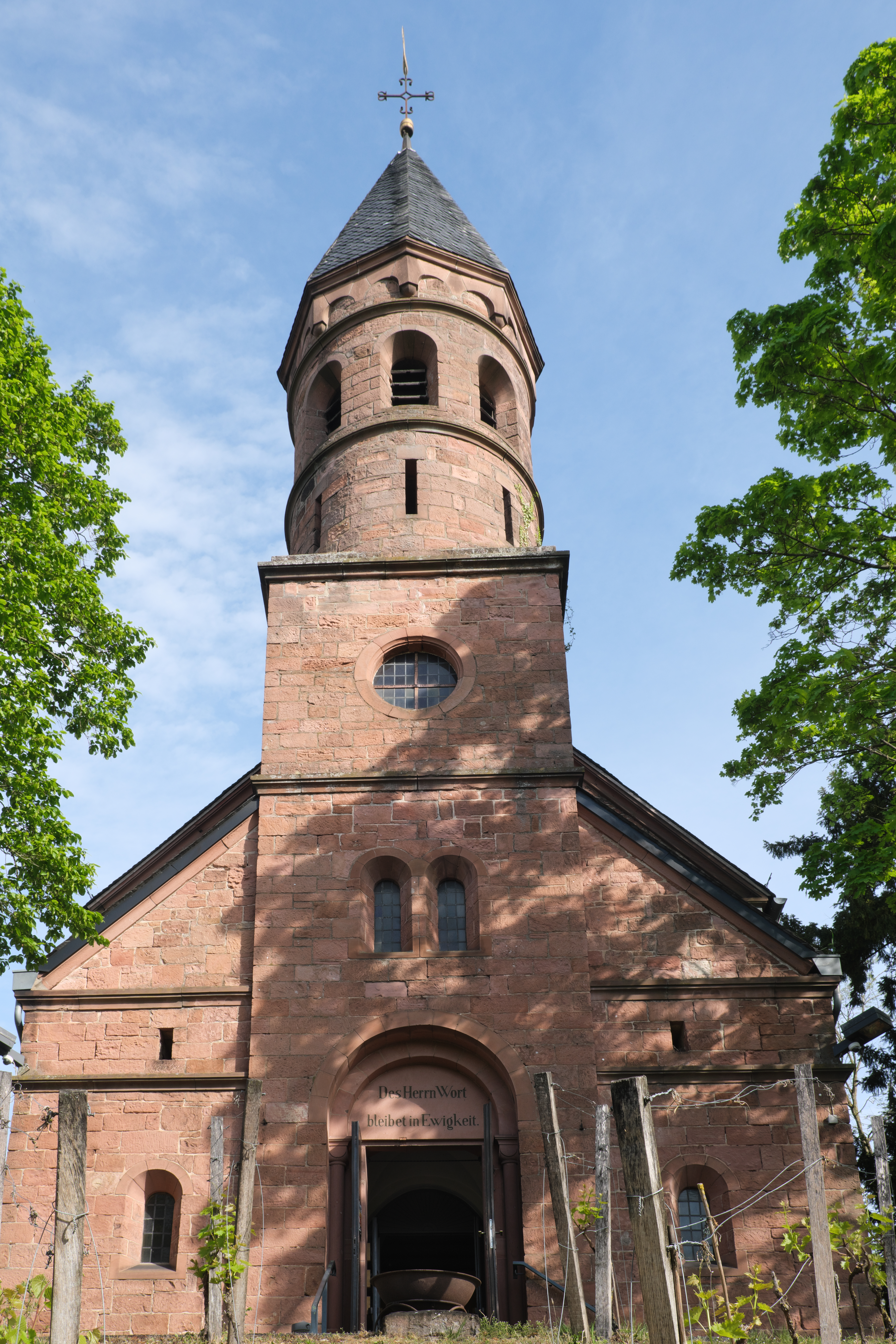
Evangelische Kirche in Lorsch

Die Evangelische Kirche Lorsch ist ein denkmalgeschütztes Kirchengebäude in Lorsch, einer Stadt im Kreis Bergstraße in Hessen. Die Kirchengemeinde gehört zum Dekanat Bergstraße in der Propstei Starkenburg der Evangelischen Kirche in Hessen und Nassau.

## Beschreibung
Die neuromanische Saalkirche wurde 1895 nach einem Entwurf von Karl Schwartze aus Quadermauerwerk in rotem Sandstein gebaut, sie wurde am 9. April 1896 eingeweiht. Das Kirchenschiff hat im Süden einen markanten Fassadenturm und im Norden eine eingezogene halbrunde Apsis. Die unteren Geschosse des Turms haben einen quadratischen Grundriss, die oberen einen runden. In seinem Glockenstuhl hängen zwei Kirchenglocken. Bedeckt ist er mit einem achtseitigen spitzen Helm. Unterhalb der Dachtraufe des Turms sitzt ein Bogenfries, ebenso unter der des Satteldachs des Kirchenschiffs. 
Der Altar, die Kanzel und das Taufbecken sind aus Sandstein. Die Brüstungen der Emporen sind mit den Symbolen der vier Evangelisten bemalt. Das Kirchenschiff ist seit 1956 durch einen Anbau mit dem Pfarrhaus verbunden. Die heutige Orgel wurde 1960 von Oberlinger Orgelbau errichtet. Sie hat 15 Register, 2 Manuale und Pedal. Um 1994 wurde der Innenraum neu gestaltet.